# The Treatment (Band)
The Treatment ist eine britische Band aus Cambridge.
2008 durch Dhani Mansworth gegründet, spielt die Gruppe harten Classic Rock, inspiriert von Bands wie AC/DC, Kiss, Aerosmith, The Cult, aber auch den Sex Pistols.

## Geschichte
Gegründet wurde The Treatment 2008 von dem damals 15-jährigen Schlagzeuger Dhani Mansworth. Als zweites Mitglied stieß, mit damals 18 Jahren das älteste Mitglied, Ben Brookland als Gitarrist hinzu. Nach dem Beitritt von Bassist Rick Newman („Swoggle“, ebenfalls 15) und dessen Schulfreund Tagore Grey (Gitarre) zog die gesamte Band nach Cambridge in das Haus der Familie Mansworth, um sich voll und ganz auf ihre Band zu konzentrieren. Ihren Sänger fanden sie nach mehrmonatiger Suche in Matt Jones, der bereits eine Woche nach Beitritt bei den übrigen Mitgliedern in Cambridge einzog.
Als Derek Olivier von Powerage Records im März 2010 The Treatment besuchte, war er derart begeistert, dass sie sofort unter Vertrag nahm. Unter dem Label wurde im selben Jahr ihr Debütalbum This Might Hurt in den Barnyard Studios von Steve Harris von Iron Maiden aufgenommen.
2011 waren sie zusammen mit New Device, Million $ Reload und Lethargy Teil der Powerage Tour durch Großbritannien. Dabei gab es bei allen Auftritten freien Eintritt. Im selben Jahr wechselte die Gruppe zum Major Label Spinefarm Records, das ihr Debütalbum mit zwei Bonustracks neu veröffentlichte. Es folgte im Herbst eine Tour im Vorprogramm von Alice Cooper.
Im Frühjahr 2012 spielten sie im Vorprogramm von Steel Panther. Im Sommer folgt ein Auftritt am Download-Festival. Außerdem waren sie Teil von „The Tour“ der Bands Kiss und Mötley Crüe und im Herbst in Großbritannien die Vorgruppe von Thin Lizzy. Am 14. Mai 2012 erschien die EP Then and Again mit fünf Cover-Versionen verschiedener Titel aus den 1970er Jahren. Die EP wurde erneut in den Barnyard Studios von Steve Harris aufgenommen.
2014 erschien mit Running with the Dogs der zweite vollständige Longplayer der Band. Am 29. März 2015 gab die Band bekannt, dass Sänger Matt Jones The Treatment verlässt. Am 7. Mai 2015 wurden Mitchel Emms und Tao Grey als neue Band-Mitglieder bestätigt. Anschließend spielte die Band einige Secret Shows. Am 25. Juli 2015 spielte The Treatment beim Steelhouse Festival, an der Seite von Y&T, Nazareth und UFO. Im September 2015 war die Band Special guest auf der UK Tour von W.A.S.P.
Am 18. März 2016 erschien mit Generation Me der dritte Longplayer der Band, auf dem man sich etwas mehr dem amerikanischen Hard-Rock-Sound der 1980er à la Kiss und Mötley Crüe zuwendet. Im September 2017 verließ Sänger Mitchel Emms die Band, um sich anderen Projekten zuzuwenden. Sein Nachfolger wurde im Dezember 2017 Tom Rampton, der über eine größere stimmliche Ähnlichkeit zum Originalsänger Matt Jones verfügt. 
Am 13. März 2019 erschien das vierte Album Power Crazy, das wieder einen erdigeren, stark an Krokus und AC/DC erinnernden Sound bringt. 2020 verließ der Bassist Rick „Swoggle“ Newman die Band und wurde durch Andy Milburn ersetzt. Am 9. April 2021 wurde das fünfte Album Waiting For Good Luck veröffentlicht. Es knüpft stilistisch und soundmäßig nahtlos an den Vorgänger an.

## Diskografie
Alben
- 2011: This Might Hurt (Spinefarm Records)
- 2012: Then and Again (EP mit Cover-Versionen, Spinefarm Records)
- 2014: Running with the Dogs (Spinefarm Records)
- 2016: Generation Me (Frontiers Records)
- 2019: Power Crazy (Frontiers Records)
- 2021: Waiting for Good Luck (Frontiers Music)
- 2024: Wake Up the Neighbourhood (Frontiers Music)

Videos und Singles
- 2012: Drink, Fuck, Fight
- 2012: The Doctor
- 2012: Nothing to Lose but Our Minds
- 2014: Emergency
- 2014: I Bleed Rock and Roll
- 2016: Let It Begin
- 2016: Backseat Heartbeat
- 2018: Let’s Get Dirty
- 2019: Hang Them High
- 2019: Luck of the Draw
- 2021: Rat Race
- 2021: Wrong Way